# Serviço Postal dos Estados Unidos
O United States Postal Service (USPS; em português:  Serviço Postal dos Estados Unidos), também conhecido como Post Office, U.S. Mail ou Postal Service, é uma agência independente do poder executivo do governo federal dos Estados Unidos responsável por fornecer serviços postais nos Estados Unidos, em suas áreas insulares e em seus estados associados. É uma das poucas agências governamentais explicitamente autorizadas pela Constituição dos Estados Unidos. Em 2023, contava com mais de 640 mil funcionários.

## História

O logo de um pônei era o usado pelo Departamento de Correios dos Estados Unidos antes da criação da USPS

O primeiro serviço postal na América ocorreu em Fevereiro de 1692, quando uma subvenção a partir de William e Mary habilitadas Thomas Neale "para construir, instalar e criar partes clónas e plantações na América de suas Majestades", uma estância ou estâncias aduaneiras para a recepção e envio de cartas e encomendas, e para receber, enviar e entregar o mesmo ao abrigo de tais taxas e os montantes de dinheiro que os plantadores devem acordar para dar, e para deter e usufruir dos mesmos para o prazo de vinte e um anos.
O United States Post Office (USPO) foi criado em Filadélfia por Benjamin Franklin, em 26 de julho de 1775 por decreto do Segundo Congresso Continental. Com base no Cláusula Postal num artigo da Constituição dos Estados Unidos. Fazia parte do Gabinete Presidencial e o Director Geral era a última pessoa na linha de sucessão que o podia suceder. Em 1971, o departamento foi reorganizado como uma quase-agência independente do governo federal e adquiriu o seu nome actual. O cargo de Director Geral não está mais na linha de sucessão presidencial.
O departamento do United States Post Office foi ampliado durante o mandato do presidente Andrew Jackson. Como os correios expandiram, foram verificadas dificuldades devido à falta de pessoal e transporte. Os correios naquele momento estavam ainda sujeitos ao chamado sistema de "despojos", onde fiéis apoiantes políticos do poder executivo foram nomeados para cargos nos correios e outros órgãos governamentais como uma recompensa pelo seu patrocínio. Estas nomeações raramente tinham experiência prévia em serviço postal e em entrega de correio. Este sistema de clientelismo político foi substituído em 1883 depois da passagem do Pendleton Act (Civil Service Reform Act).
Logo ficou claro que era necessário o sistema postal dos Estados Unidos expandir a todo o país, o uso ferroviário para o transporte de correio foi instituído em 1832.
Empresas de caminho de ferro muito ajudaram a expandir o serviço de transporte de correio após 1862, e os transportes ferroviarios de serviço de correios foram inaugurados em 1869. Automóveis ferroviários concebidos a partir do início para classificar e distribuir correio. Um ferroviario de serviço de correio tinha que separar o correio ainda durante a viagem, e tornou-se alguns casos os empregados mais qualificados no serviço postal. Um ferroviario de serviço de correio tinha de ser capaz de separar o correio rapidamente em compartimentos com base no seu destino final, antes do primeiro destino chegar, e os trabalhos, à taxa de 600 peças de correio de uma hora. Eles foram testados regularmente para velocidade e precisão. O advento da entrega livre rural nos Estados Unidos em 1896 e da inauguração do parcel post service em 1913 aumentou consideravelmente o volume de correio enviado a nível nacional, e motivou o desenvolvimento de transportes mais eficientes para o efeito.
No dia 12 de agosto de 1918, o Departamento de Correios assumiu o correio aéreo da United States Army Air Service (USAAS). O assistente do Director Geral Otto Praeger Benjamin B. Lipsner foi nomeado para dirigir os Correios Aéreos dos Estados Unidos. Um dos primeiros actos da Lipsner foi a de contratar quatro pilotos, cada um com pelo menos 1000 horas de experiência de voo, pagando-lhes uma média de 4.000 dólares por ano. O Departamento de Correios utilizou sobretudo na Primeira Guerra Mundial, excedente de aeronaves Havilland DH-4. Durante 1918, os Correios contrataram um adicional de 36 pilotos. No seu primeiro ano de funcionamento, os Correios completaram 1.208 voos aéreo com 90 aterragens forçadas. Destes, 53 foram devidos às condições meteorológicas e 37 devido a falhas de motor. Em 1920, o serviço de correio aéreo tinha emitido 49 milhões de cartas. O correio aéreo doméstico tornou se obsoleto em 1975, e o correio aéreo internacional em 1995, quando a USPS começou a fazer transportes de correio de primeira classe (correio azul) por via aérea como uma rotina.
O Departamento de Correios foi um dos primeiros departamentos governamentais para regulamentar materiais obscenos numa base nacional. Quando o Congresso Nacional dos Estados Unidos aprovou a "Lei de Comstock" de 1873, tornou-se ilegal enviar o correio nos Estados Unidos com qualquer material considerado obsceno, indecente ou que fosse promovida qualquer questão relaciona com o aborto, a contracepção ou consumo de álcool.
A Lei Reorganização Postal assinada pelo Presidente Richard Nixon, em 12 de agosto de 1970, que substituiu o Departamento de Correios pela actual USPS. A lei entrou em vigor em 1 de julho de 1971.

## Operações correntes

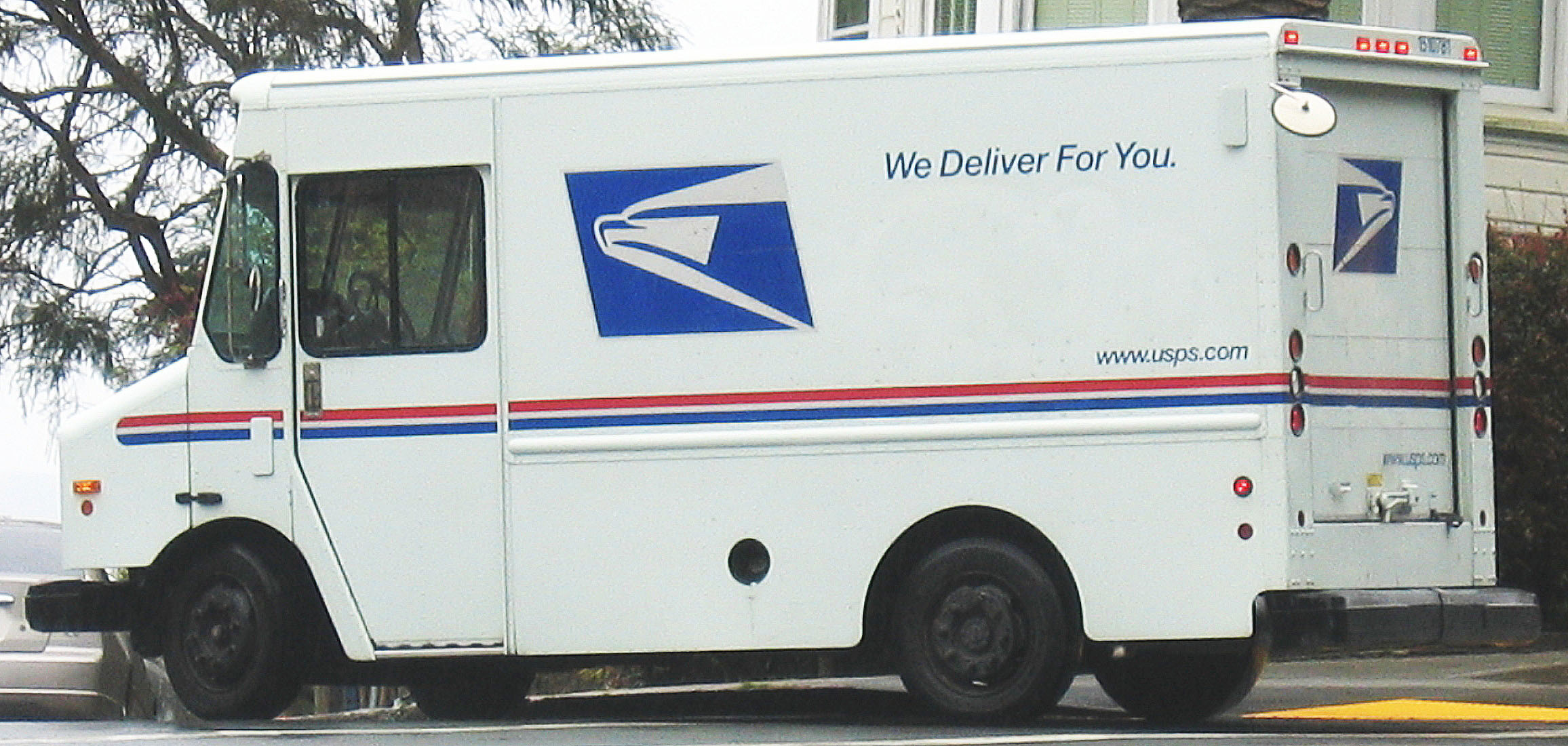
Caminhão de entregas da USPS

A United States Postal Service emprega actualmente por volta de 785,000 trabalhadores, sendo a terceira maior empregadora nos Estados Unidos, a seguir ao Departamento de Defesa e ao Walmart.
A USPS opera com a maior frota de veículos em todo o mundo, com um número estimado de 260,000 veículos, a maioria são facilmente identificados pois são Chevrolet/Grumman LLV, e os mais recentes são Ford/Utilimaster FFV (Flex-Fuel Vehicle). Numa entrevista na National Public Radio (NPR), um empregado da USPSs que apenas trabalha com as variações do preços da gasolina, disse que a USPSs tem um acréscimo no seu gasto em US$8 milhões com gasolina na sua frota cada vez que existe um aumento no preço.  Isto implica que a sua frota necessita de 3,03 bilhões de litros de gasolina por ano, e o orçamento para o consumo de gasolina é estimado em aproximadamente U$3,2 bilhões, isto se a gasolina fosse estimada a um preço médio nacional de U$4,00. Alguns serviços rurais utilizam o seu próprio veículo. Esses veículos são identificados por sete números colocados na parte da frente e retaguarda desse mesmo veículo.
A competição de correio e operações privadas como a United Parcel Service e FedEx fez com que a USPS ajustasse a sua estratégia de negócio e modernizasse os seus produtos e serviços. O volume de correio azul diminuiu 22% desde 1998 até 2007, devido ao aumento do uso de e-mail e de internet para correspondência e transações de negócios. Em 2008, um abrandamento geral da economia também afectou o volume de correio, especialmente o empresarial. Menor volume significa menor receitas para apoiar o compromisso fixo de entregar para todos os adereços. Na resposta, a USPS aumentou a produtividade em cada ano de 2000 até 2007, através do aumento da automização, eliminando o serviço de cliente, re-otimização de rota e facilidade de consolidação.
O domínio da usps.com atraiu pelo menos 159 milhões de visitantes anualmente em 2008.
O Departamento de Defesa e a USPS juntos operaram num sistema de entrega de correio militar; este sistema é conhecido como Army Post Office (para o Exército e Força Aérea) e Fleet Post Office (para a Marinha, Marine Corps e Guarda Costeira).

## Governação e organização
O Conselho de Administração do Serviço Postal dos Estados Unidos estabelece uma política, um procedimento e taxas por serviços prestados. Têm um papel semelhante ao conselho de administração. Dos onze membros do conselho, nove são nomeados pelo Presidente e confirmados pelo Senado dos Estados Unidos. Os nove membros designados, em seguida, escolhem o Director Geral dos Correios dos Estados Unidos, que serve como o décimo membro do conselho, e que supervisiona as actividades do dia-a-dia do serviço como Chief Executive Officer. Os dez membros, em seguida, nomeia um adjunto do Director Geral dos Correios, que actua como Chief Operating Officer, para o décimo primeiro e último lugar aberto.
A USPS muitas vezes é confundida como uma sociedade propriedade do governo, mas como se referiu acima, é legalmente definido como uma "instituição independente do poder executivo do Governo dos Estados Unidos", já que é totalmente propriedade do governo e controlada pelas nomeações presidenciais e o Director Geral. Como um quase-governamental, que tem muitos privilégios especiais, incluindo imunidade soberana, domínio eminente poderes, poderes para negociar postais tratados com nações estrangeiras, exclusivos e um direito legal de entregar correio de primeira e de terceira classe. Com efeito, em 2004, o Supremo Tribunal dos Estados Unidos deliberou que a USPS não foi uma corporação propriedade do governo e, portanto, não poderia ser processado no âmbito do Sherman Antitrust Act. A USPS também tem um Comitê de Assessoramento Técnico de Correios, que são serviços de consultoria e principalmente envolvem clientes empresariais.

## Missão e o estatuto do monopólio
A missão principal da USPS é proporcionar ao povo americano um bom serviço de correios a nível mundial mas a preços acessíveis. Embora não esteja explicitamente definido, os serviços postais dos Estados Unidos da América incluem múltiplas dimensões: no âmbito geográfico, na gama de produtos, no acesso aos serviços e instalações, na frequência de entrega, nos preços acessíveis e uniformes, no serviço de qualidade e na segurança do correio. Embora outras companhias aleguem que fornecem voluntariamente a entrega numa base universal, a USPS é a única transportadora com a obrigação de fornecer todos os diferentes aspectos do serviço universal, a taxas razoáveis.
A favor do monopólio dos serviços postais afirmam que, uma vez que a obrigação deve ser comparada com a capacidade financeira para cumprir essa obrigação, o monopólio postal foi posto em prática como um mecanismo de financiamento para o serviço universal. E é, desde há mais de uma centena de anos sendo assim constituída por duas partes. Um deles é o «Private Express Statutes» (em inglês) (PES, Serviços Postais Expresso), e o outro é o acesso à caixa de correio.
Defensores de um monopólio no serviço postal ainda alegam que eliminar ou reduzir o PES ou correio regra teria um impacto sobre a capacidade do serviço postal universal acessível a prestar serviço. Se, por exemplo, o PES e a caixa de correio venha a ser eliminada, e o Serviço Obrigatório Universal (OSU) mantido, então bilhões de dólares em receitas fiscais, ou qualquer outra fonte de financiamento teria de ser encontrada. Como o ambiente operacional do serviço postal continua a mudar, serão necessárias provavelmente flexibilidades adicionais para cumprir a OSU.
No entanto, vários economistas profissionais defendem a privatização do sistema de entrega do correio, ou, pelo menos, uma flexibilização do monopólio que existe actualmente.
Em 15 de outubro de 2008, o Serviço Postal apresentou um relatório para a Comissão Reguladora Postal (RPC) sobre a sua posição relacionado à obrigação do Serviço Obrigatório Universal (OSU) e o monopólio postal. Disseram ainda não mudam com o monopólio OSU pois ainda é necessário neste momento, mas, no entanto era necessário uma maior flexibilidade regulamentar para assegurar um serviço universal acessível no futuro.
Obrigações do OSU incluem uniformidade nos preços, qualidade do serviço, o acesso aos serviços, e seis dias de entrega para todas as partes dos Estados Unidos. Para garantir o apoio financeiro para essas obrigações, o monopólio postal fornece o Serviço Postal do direito exclusivo de emitir letras e restringe o acesso apenas para o correio electrónico. O relatório afirmou que ao eliminar ou reduzir qualquer aspecto do monopólio "teria um impacto devastador sobre a capacidade ... para prestar o serviço universal acessível para um país tão grande".
O Serviço Postal disse que o USO deve continuar a ser amplamente definido e não deve haver mudanças para o monopólio postal. Quaisquer alterações teria efeitos a longo prazo sobre os clientes e os trilhões de dólares na indústria dos correios. "Regras mais rigidas definido pelo OSU ... iria prejudicar, em última instância, o público americano e as empresas", segundo o relatório, que adverte que eventuais mudanças devem ser estudadas cuidadosamente e os efeitos totalmente compreendidos.

## Concorrência
As empresas FedEx e United Parcel Service (UPS) competem directamente com USPS no correio expresso e entrega de pacotes. Devido ao monopólio de parte do serviço postal, não estão autorizados a emitir cartas de carácter não urgente e não podem usar U.S. Mail boxes nas casas residenciais e em destinos comerciais. Estes serviços também entregam pacotes de maior volume e mais pesados do que a USPS aceitará. A DHL Express, foi a terceira maior concorrente até Fevereiro de 2009, quando nesse momento deixou de fazer entregas nos Estados Unidos.
Existe uma grande variedade de outras companhias de transporte de nos Estados Unidos moverem e entregarem pacotes e cargar por todo o país, mas têm um alcance geográfico limitado de pontos de entrega. Muitas das milhares de empresas de correio vão incidir para o mesmo dia de entrega, por exemplo, mensageiro bicicleta.

## Planos
Em Outubro de 2008, o Serviço Postal deixa à Vision 2013, um plano de cinco anos exigidos por lei a partir de 1993.
Uma melhoria prevista é a introdução do Intelligent Mail Barcode, o que permitirá que o correio seja monitorizado através do sistema de entrega, como empresas concorrentes fazem actualmente, tais como a UPS e a FedEx.
Em 11 de maio de 2009, o preço de um selo de correio de primeira classe subiu para 44 centavos.

## Processo de triagem e de entrega

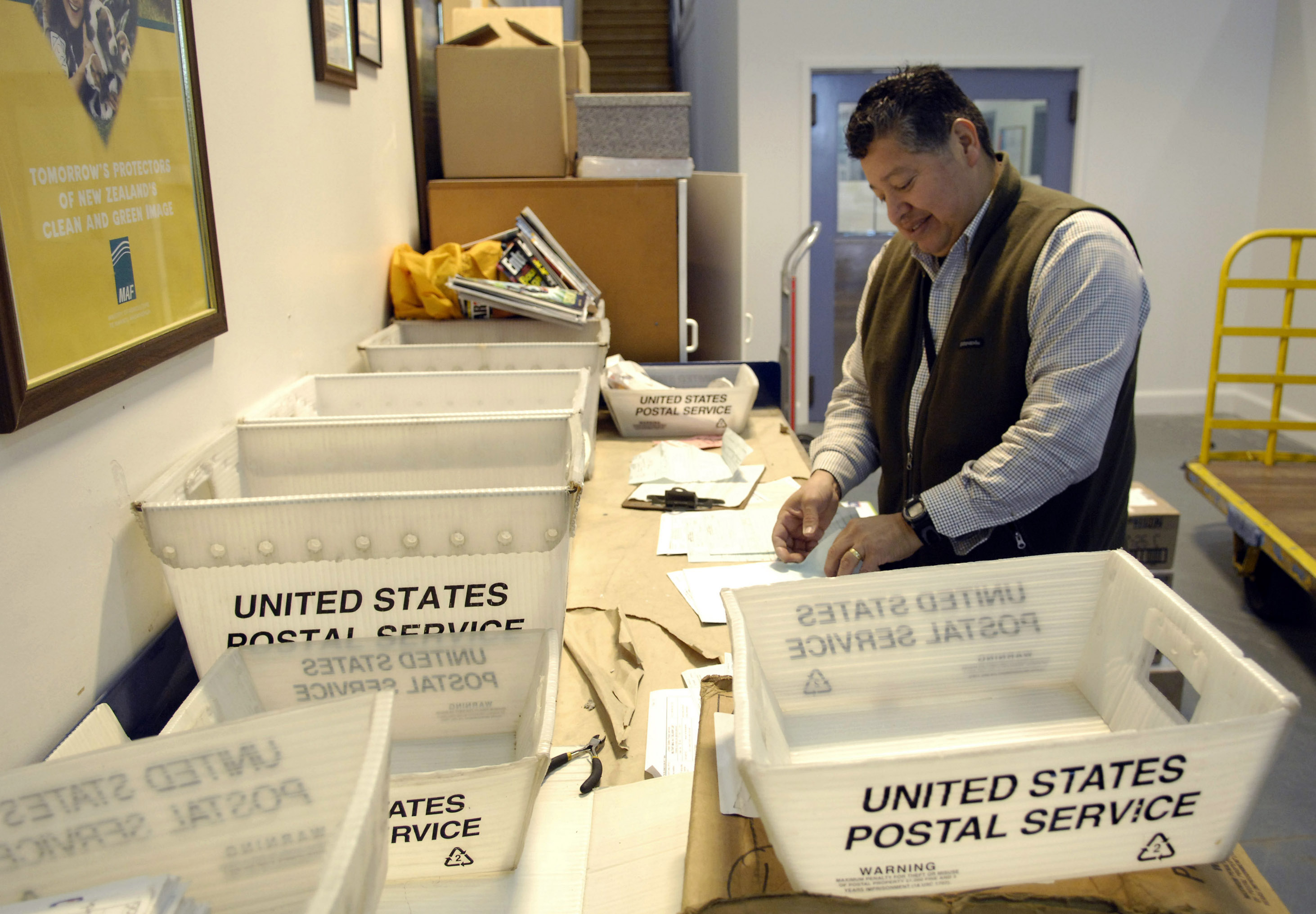
O Correio é recolhido em caixas de plástico antes de ser processado e distribuído

O processamento de envelopes e cartões de tamanho padrão é altamente automatizado, incluindo a leitura de endereços manuscritos. O Correio de clientes individuais e públicas postboxes é recolhida pelo correio aéreo em banheiras de plástico, as banheiras são tomadas para um 'Centro de Tratamento e Distribuição ' (P & DC). Existem cerca de 275 desses centros em todo os Estados Unidos, para cada tipo de correio e para uma determinada região (normalmente um raio de cerca de 320 kilometros).
Na P & DC, o correio é esvaziado para um enorme cesto, em que depois é automaticamente despejado num Dual Pass Rough Cull System (DPRCS). Como viaja através do correio DPRCS, grandes itens, tais como pacotes e molhos de correio, são removidos do fluxo. Tal como o restante correio entrar na primeira máquina para o processamento correio normal, no Advanced Facer-Canceler System (AFCS), peças que passaram pela DPRCS mas não são conformes às características físicas de processamento no AFCS (ou seja, envelopes muito grandes ou cheios demais que o envelope padrão) são automaticamente desviados do fluxo. Correio retirado da DPRCS e AFCS é processado manualmente ou enviado para as máquinas de triagem.
Em contraste com o anterior sistema, que simplesmente cancela e carimba no canto superior direito do envelope. Assim, faltando qualquer selo que fora mal colocado, o AFCS localiza (carimbo ou medido selo marca), independentemente da orientação do correio, uma vez que entra na máquina, e anula-lo, aplicando um carimbo. O AFCS detecta o destino dessas cartas e pacotes e são posteriormente enviadas. O Correio é produzido pela máquina em três categorias: o correio já aposta num código de barras e destinatário (como o negócio de envelopes e cartões de resposta), correio com máquina impressos (datilografado) e correio com endereços manuscritos. Além disso, as máquinas com uma recente Optical Character Recognition (OCR) têm a capacidade de ler as informações de endereço, incluindo manuscritos, e classificar o correio baseado em locais ou no Código Postal.
O Correio com endereços digitados vao para um Multiline Optical Character Reader (MLOCR), que lê o Código Postal e informações do endereço e imprime o código de barras adequado para o envelope. O Correio (na verdade a imagem digitalizada do correio), com endereços manuscritos vai para o Remote Bar Coding System. Ele também corrige erros ortográficos e, quando há um erro, omissão, ou de conflito no endereço que está descrito, vai identificar o mais provável endereço correcto. Quando se decidir sobre um endereço correto, ele imprime o código de barras adequado para os envelopes, à semelhança do sistema MLOCR. A RBCS também possui instalações no local, chamado Remote Encoding Center, que tem empregados a olhar para as imagens dos "pedaços" de correio e digitalizam o endereço de dados. O endereço de dados está associado com a imagem através de um ID Tag, um código de barras fluorescente impresso pelo correio transformação de equipamento nas costas do correio.
Se um cliente tiver apresentado um cartão de mudança de endereço e da sua morada de correio então é detectado na máquina pelo qual passam todas as cartas e encomendas com o endereço antigo, a carta é enviado então para uma máquina que liga automaticamente para um Sistema de Transmissão de dados computadorizada para determinar o novo endereço. Se este endereço é encontrado, a máquina irá colar um rótulo sobre o antigo endereço com o endereço actual. O correio é devolvido à máquina onde passam as encomendas e cartas para avançar para a nova localização e tomar o seu "rumo" normal.
O Correio com endereços que não podem ser resolvidos pelo sistema automatizado são separados por intervenção humana. Um trabalhador local de serviço de postais pode ler o endereço, ele vai classifica-lo manualmente de acordo com o código postal sobre o artigo. Se o endereço não pode ser lido, o correio é assim devolvido ao remetente (em correio azul com um endereço de retorno válidos), ou é enviado para um dos três Mail Recovery Center nos Estados Unidos, onde recebe o mais intenso escrutínio, incluindo a abertura para determinar se algum dos conteúdos são uma pista. Se nenhum endereço válido pode ser determinado, os itens são detidos por 90 dias para o caso de serem reivindicadas por parte do cliente, e se não forem reclamados então que sejam destruídas ou leiloados no Serviço Postal não reivindicadas para angariar fundos para o serviço.
Uma vez que o correio tem código de barras, ele é automaticamente ordenado por um Delivery Bar Code System, que lê o código de barras e determina o destino da encomenda nas estações de correio.
O correio regional é transportado para o local de correios apropriado ou mantidos no prédio para a transportadora de itinerários servidos directamente a partir do PD & C. O correio internacional é transportado para a região do aeroporto e, em seguida, percorridos, normalmente como bagagem de comunicações aéreas, para o aeroporto mais próximo da estação de destino. Ao destino PD & C, o correio é mais uma vez, lido por um sistema código de barras, que classifica os itens para os seus destinos locais, agrupando-os assim por correio individual. Após os ataques do 11 de Setembro de 2001, apenas envelopes e cartas de correio podem ser transportados em voos de passageiros. As encomendas e envelopes de maior volume são transportadas unicamente através de transportadoras de carga, principalmente pela empresa FedEx.
Ao nível dos entregadores, 95% das cartas chegam pré-ordenadas; o restante correio deve ser ordenado em mão. Os Correios estão a trabalhar para aumentar a percentagem de correio automaticamente ordenado, incluindo um programa piloto para ordenar apartamentos para o envio de correio.

## Instalações de Correios
Enquanto uso comum refere-se a todos os tipos de instalações correios como "subestações," a USPS Glossário de Termos postais não define nem mesmo que a lista nominativa.
A USPS também tem os Automated Postal Centers, que são quiosques autônomos (muitas vezes fornecendo serviço 24 horas) que são capazes de realizar pesagem, de franquiar, armazenamento e embalagens para posterior resgate. Do mesmo modo, as tradicionais máquinas estão disponíveis em muitos dos correios para comprar selos.
Há aproximadamente cerca 36.000 correios, estações, e sucursais da USPS. Para além de enviar e receber cartas e encomendas, a filial USPS oferece selos, postais, papel de carta e fotografias para passaporte americano. A partir de Abril de 2020, é necessário solicitar agendamento para os serviços de passaportes na USPS.

## Emprego

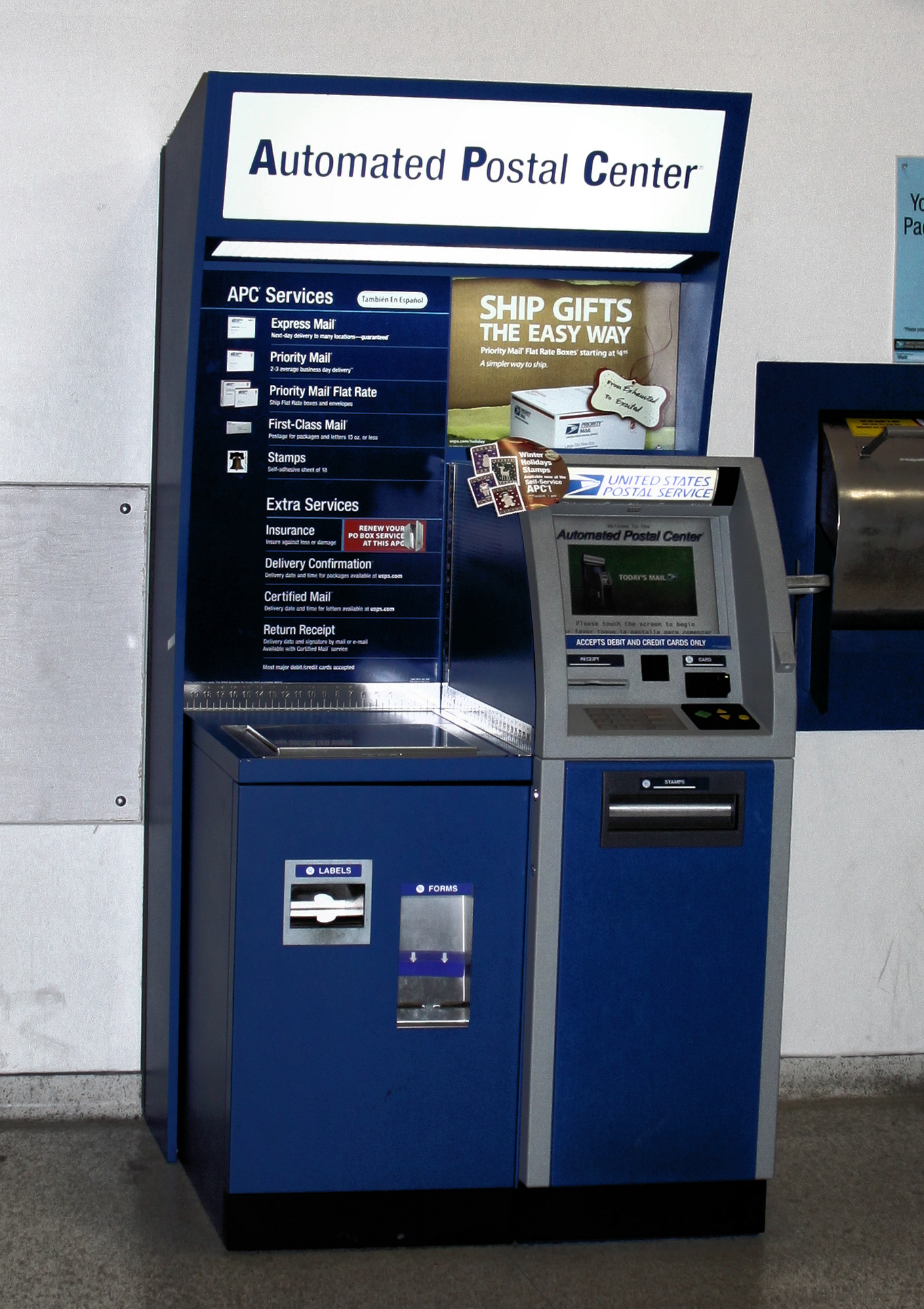
Máquina de auto-atendimento da USPS.

A USPS emprega mais pessoas do que qualquer outra empresa nos Estados Unidos, exceptuando a Wal-Mart e o Departamento de Defesa dos Estados Unidos. A USPS empregava 790.000 pessoas em 2003, dividida em escritórios, centros de transformação, real e correios. Os trabalhadores da USPS estão divididos em três grandes grupos, de acordo com o trabalho que envolvem:
- Carteiros; que são o rosto da USPS. Estando sempre na linha da frente, as transportadoras são rotineiramente pressionados para moverem mais rápido, trabalhar mais, e realizar mais tarefas numa maneira cronometrada.
- Manipuladores correio e transformadores que frequentemente trabalham durante a noite para preparar Express, Prioridade, Correio Azul, Bulk Business Mail (BBM), e outras classes de correio para as transportadoras entregarem ou para expedição postal em toda a rede. O trabalho é fisicamente extenuante, especialmente para os manipuladores de correio.
- Espécie empregado escritório e / ou empregado que processa o correio de primeira e segunda classe, bem como correio normal e correio taxa granel. Empregados escritório também trabalham no correios, a manipulação das necessidades dos clientes, a recepção de correio expresso, e vender selos. DCOs (Data Conversion Operators), que codificam a informação do endereço no Remote Encoding Centers, são também membros da "espécie empregados escritório".

Outros tipos de posições na USPS (excepto gestão) incluem:
- Manutenção, tem a ver com o funcionamento global e limpeza de máquinas de triagem de correio, áreas de trabalho, estacionamento público e geral instalação operações.
- Trabalhadores contratados, que são contratados por períodos de até um ano (ou mais longo caso de renovação), são dadas as mesmas bases salariais como trabalhadores regulares, são permitidos os mesmos horários e as horas extraordinárias ganhas como qualquer um trabalhador regular, no entanto, a estes trabalhadores com contratos de um ano não são permitidos benefícios da saúde, e nunca são oferecidas reformas ou quaisquer outros benefícios, excepto férias anuais. (A maior parte desses benefícios foram resultado das negociações contratuais entre a USPS e a NALC.)
- O mais recente contrato aprovado pelo NALC (Associação Nacional dos Transportadores Carta) eliminou o cargo de entregador de correio casual. No entanto, esse cargo continua a existir noutras áreas.

Embora a USPS empregue muitas pessoas, à medida que mais americanos enviam informações através de correio electrónico, menos trabalhadores são necessários. Os correios e suas instalações são constantemente diminuídas, substituindo posições com novas máquinas e eliminando rotas de correio. Assim, a contratação de serviços postais começou a ser esporádica. ((Fatos | data mar = 2009)) Um grande número de reduções de trabalhadores, reformas antecipadas, e um congelamento na construção foram anunciadas no dia 20 de março de 2009.